# Mezquita de Keizerstraat
La Mezquita de Keizerstraat (en neerlandés: Moskee Keizerstraat) es la sede del Movimiento Ahmadía Lahore para la Propagación del Islam en la ciudad de Paramaribo en Surinam ( "Surinaamse Islamitische Vereniging" por sus siglas SIV).
La mezquita se encuentra en el Keizerstraat, junto a la Sinagoga Neve Shalom.
La comunidad musulmana de Paramaribo fue establecida en 1929. Su primera mezquita, un edificio rectangular de madera con minaretes, fue terminado en 1932. La mezquita actual fue terminada en 1984.
La construcción de esta mezquita es parte de la política de la comunidad ahmadía de expansión del islam. Su fundador, Mirza Ghulam Ahmad, quiso replicar la actividad misionera desarrollada por las confesiones cristianas en la India de su época, por ello, buena parte de las primeras mezquitas construidas en países occidentales, pertenecen a esta secta del islam -si bien, para la mayoría de los musulmanes, no formarían parte del islam-.